# باب سیگرن
باب سیگرن (انگلیسی: Bob Seagren؛ زادهٔ ۱۷ اکتبر ۱۹۴۶) ورزشکار پرش با نیزه اهل ایالات متحده آمریکا بود.
وی در مسابقات کشوری و بین‌المللی در مجموع برندهٔ ۲ مدال طلا، ۱ مدال نقره شده‌است.